# 富力街道
富力街道，是中华人民共和国黑龙江省鹤岗市南山区下辖的一个乡镇级行政单位。

## 行政区划
富力街道下辖以下地区：
富强社区、富源社区、富乡社区和富民社区。